# Rene Krhin
Rene Krhin (nascut el 21 de maig de 1990) és un futbolista professional eslovè, que juga al FC Nantes, cedit pel Granada CF.

## Trajectòria
Va signar per l'Inter juntament amb el seu compatriota Vid Belec a l'edat de 16 anys. tots dos jugadors procedien de l'NK Maribor. Krhin va començar la seva etapa jugant amb l'equip juvenil del club llombard.

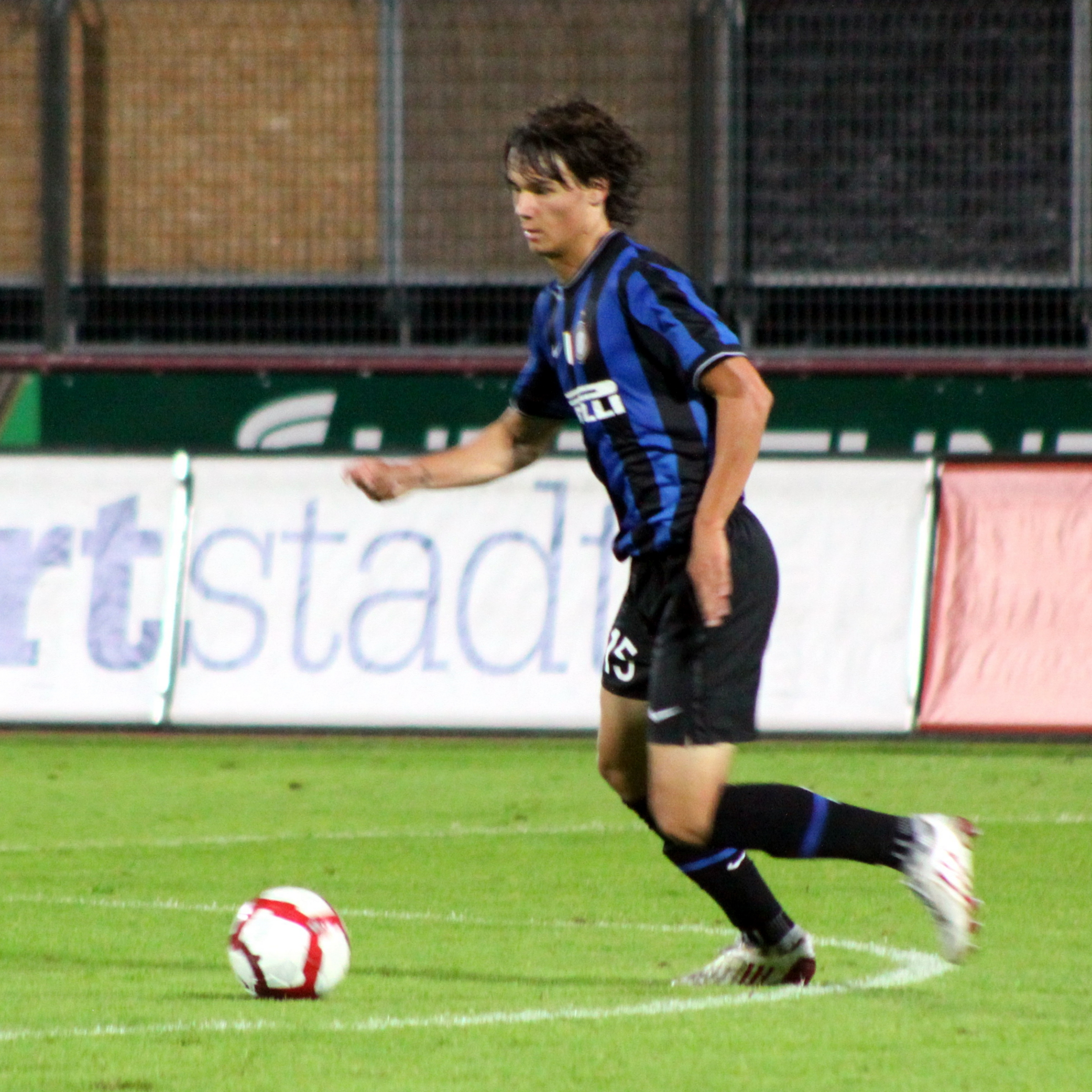
Krhin jugant amb la samarreta de l'Inter de Milà

El juliol de 2009, va ser convocat per José Mourinho, per a la gira de pretemporada del primer equip interista pels Estats Units, i posteriorment va jugar en diversos amistosos. La temporada 2009-10, va ser convocat en alguns partits, però no va jugar. Posteriorment, va fer el seu debut oficial amb l'Inter davant del Parma a la tercera jornada de la Sèrie A, substituint Wesley Sneijder. Seguidament va entrar en el minut 84 en el partit contra el Catània el 24 d'octubre en el lloc de Sulley Muntari. L'1 de novembre de 2009, va jugar el seu primer partit com a titular en la victòria 2-0 sobre Livorno.

## Trajectòria internacional
Krhin va estar present en la fase classificatòria del Campionat d'Europa sub-19 i va ser capitanejar la sub-19 fins a un lloc a la final del torneig, però no va poder participar-hi a causa de compromisos del club. Va fer el seu debut en l'equip nacional professional en un amistós el 5 de setembre de 2009, una derrota 1-2 contra Anglaterra, a l'entrar com a suplent en la segona meitat. Al novembre, va ser nomenat en l'equip absolut per a la repesca de la classificació per a la Copa del Món FIFA 2010, el 14 i 18 de novembre contra Rússia.

## Palmarès
Inter de Milà
- Sèrie A: 2009-10
- Copa d'Itàlia: 2009-10
- Lliga de Campions: 2009-10